# IC 389
IC 389 ist eine elliptische Galaxie vom Hubble-Typ E/S0 im Sternbild Eridanus am Südsternhimmel. Sie ist rund 210 Millionen Lichtjahre von der Milchstraße entfernt und hat einen Durchmesser von etwa 55.000 Lichtjahren.
Im selben Himmelsareal befinden sich u. a. die Galaxien IC 385, IC 387, IC 388, IC 390.
Das Objekt wurde am 18. Januar 1892 vom französischen Astronomen Stéphane Javelle entdeckt.